# Символизм креста
Символизм креста («Le symbolisme de la croix», Véga, 1931) — книга французского философа Рене Генона, посвящённая вопросам традиционного пространственного символизма, в частности, геометрической символизации высших и низших состояний Универсальной Экзистенции и тождественного ей «Универсального Человека», представленных как вертикальная иерархия уровней (плоскостей) — состояний Бытия, каждый из которых неограниченно распространяется в двух перпендикулярных горизонтальных направлениях, что в целом изображается фигурой трёхмерного (шестилучевого) креста.
Каждая плоскость-состояние образована неограниченным множеством параллельных прямых, изображающих бесчисленность существ (индивидуальных состояний) во Вселенной. Все точки каждой из этих прямых соответствуют неограниченному числу модальностей каждого индивидуального состояния. Если же рассматривать только одно существо (одну прямую), то из каждой её точки-модальности можно провести перпендикулярную прямую, которая будет изображать развитие данной модальности, её вторичные модификации (например, все моменты существования телесной модальности индивида, то есть его «жизнь» в тесном смысле), что вновь образует плоскость-состояние, но уже по отношению к одному существу. Таким образом, как отражение фундаментальной аналогии микрокосма и макрокосма, в обоих случаях возникает трёхмерное пространство, которое конституируется шестилучевым крестом.

Хризма — проекция трёхмерного креста и, одновременно, монограмма имени Христа (Лабарум Константина Великого)

(…) можно было бы соотнести метафизическую интерпретацию известного евангельского высказывания о том, что Слово (или «Воля Неба» в действии) есть  (по отношению к нам) «Путь, Истина и Жизнь». (…) «Путь» (отнесенный к определённому существу) будет обозначен (…) вертикальной осью; из обеих горизонтальных осей одна будет изображать тогда «Истину», а другая «Жизнь». «Путь»  соотносится с «Универсальным Человеком», с которым отождествляется «Сверх-Я», «Истина» — с человеком интеллектуальным, а «Жизнь» — с человеком телесным (хотя последний термин не нужно понимать буквально).
— Рене Генон. Символика креста, глава XXIII. Пер. Т. Фадеевой.
При переходе от прямоугольных координат к полярным  вся картина «скругляется». Например, циклы развития модальностей существа (при «микрокосмическом» рассмотрении символа креста) будут изображаться концентрическими окружностями, конечными, но содержащими неограниченное множество точек. В «макрокосмической» картине этим окружностям соответствуют циклы существования каждой из «областей» данного «мира», или уровня Экзистенции. Существо в пределах одного уровня проявления содержит все свои модальности, поскольку эти окружности, точнее, витки спирали, незамкнуты, что отражает континуальность сущностно одновременных модальностей и состояний Экзистенции. С точки зрения метафизической реализации главным направлением перехода является вертикальное (от уровня к уровню), параллельное «Небесному Лучу» — «полярной» оси креста, которая символизирует «притягательную силу Неба». Моменты перехода между витками спирали соответствуют смерти в одном качестве и рождению в другом.
Это двойное горизонтально-вертикальное спиральное движение создаёт «универсальный сферический вихрь» (вортекс), отождествляемый Геноном с Дао («Путём») дальневосточной традиции. Вертикальная ось по отношению к отдельному существу становится личностной спецификацией этого универсального «Пути», или Дэ («Прямизной»). Виток горизонтальной спирали, если не учитывать движения по восходящей спирали от данного состояния к следующей плоскости-состоянию, можно считать принадлежащим одной плоскости (кроме двух метафизически эквивалентных точек — рождения и смерти), и тогда это будет «круг индивидуальной судьбы», Инь-Ян.
Определяющая роль принадлежит центру креста, выражающему примордиальное проявление Высшего Принципа. Центральная точка является символом чистого Бытия «в себе» (Единого), и пространство образовано беспредельным, но иллюзорным «размножением» этой точки (расстояние создается не самими точками, а интервалами между ними, символизирующими субстанциальную, потенциальную сторону Принципа). Центр креста — это «Неизменное Средоточие», «Великий Мир» (араб. Эс-Сакина), «Мир в Пустоте», который достигается «мудрецом» (йогом, суфием) на пути духовной реализации, отождествления с целокупным Сущим, что и подразумевает идея «Универсального Человека».
Символ ткани или паутины означает в целом взаимодействие вертикального направления, то есть действия Принципа, «Самости», объединяющее все ступени Сущего, и «горизонтального расширения», «реверберации» изначального Божественного Слова, развёртывания каждого конкретного состояния, что и образует «ткань» мира. «Небесный Луч», символизирующий Первоинтеллект (Буддхи), исходящий от «Универсального Духа» (Атмана), пересекает плоскость того или иного состояния манифестации, являющуюся образом субстанции данного «мира», и вызывает вибрацию в её «бесформенный и пустой» хаотической среде, организуя и просветляя, проявляя возможности, спрятанные в ней. Средоточие каждого «среза» Существования становится, следовательно, «эмбрионом» (Хираньягарбха) или «Мировым Яйцом» (Брахманда), заключающим в себе всё, имеющее проявиться в полном цикле бытия этого уровня Экзистенции.
Таким образом, в главном своем метафизическом значении крест — образ высших и низших (по отношению к человеческому) состояний Экзистенции (вертикальная ось) и «горизонтальной экспансии» актуального состояния (горизонтальная плоскость или поперечная прямая). Верхнее полупространство (и движение вверх) соотносится с гуной саттвы, нижнее полупространство (и движение вниз) — с гуной тамаса, средняя плоскость — с актуальным состоянием (для нас — с человеческим) и гуной раджаса. Актуальное состояние соответствует неограниченному «горизонтальному расширению» индивидуальных способностей, в том числе за пределы телесной модальности, движение вниз — падению в «инфрачеловеческие», демонические состояния, движение вверх — метафизической (духовной) реализации.
Кроме основного метафизического значения символа множественности состояний, или уровней, Сущего («Универсального Человека»), крест имеет и другие символические смыслы. Соотношение вертикальной и горизонтальной осей (при двухмерном изображении) подобно соотношению Сущности и Субстанции (Пуруши и Пракрити). «Универсальный Человек» в качестве образа Универсального Сущего характеризуется как Андрогин, поскольку в нём нераздельно присутствуют эти два начала проявления. Сущность и Субстанция сравниваются Геноном, соответственно, с основой и утком ткани. Центр креста, таким образом, выражает объединяющий их принцип (Единое).
Центральная ось трёхмерного креста соотносится с библейским Древом Жизни. Два его аспекта — «положительный» и «отрицательный» — отражены в каббалистической символике двух столпов древа сфирот — правом столпе «Милосердия» и левом «Строгости». Эта же двойственность символизируется Древом познания добра и зла. Змей, обвившийся вокруг Древа, является образом бесчисленных циклов манифестации (проявления), через которые проходит Сущее, тогда как само Древо — символ Мировой Оси, «Неизменного Средоточия», то есть Принципа, не подверженного изменениям и множественности. Ещё одно изображение незыблемого «Полюса», чьё «недействующее влияние» вращает Вселенную — свастика, причём Генон критически отзывается о «германских расистах», сделавших из универсальной эмблемы знак антисемитизма, свойственный якобы только «арийской расе».
Шесть лучей (полупрямых) в трёхмерном кресте символизируют направления пространства. Седьмое, обозначенное центральной точкой, соответствует первоначальному проявлению Принципа, световая вибрация «лучей» которого организует затем пространство во всех остальных направлениях. Вертикальная прямая подобна полярной оси, одна из горизонтальных прямых — оси солнцестояний, вторая горизонтальная прямая — оси равноденствий.
Крест является универсальным символом, общим для многих частных традиций. Однако Генон не отрицает и реальности исторических событий, с которыми крест связывается в христианстве.